# Линга-пурана
«Ли́нга-пура́на» — священный текст индуизма на санскрите, одна из восемнадцати основных Пуран (называемых «махапуранами»). Сохранившийся до наших дней текст «Линга-пураны» разделён на две части. Первая часть, в свою очередь, состоит из 108 глав, а вторая — из 55. В «Линга-пуране» описывается индуистская космология (в частности сотворение Вселенной), происхождение лингама и появление из него Брахмы, Вишну и всех Вед. В этой Пуране, Шива говорит о важности поклонения лингаму и объясняет правила проведения ритуалов линга-пуджи.

## Содержание
Линга-пурана последовательно разделяется на пять частей по содержащимся в ней темам:
- Часть первая. Описывается происхождение лингама и подробности культа лингама. Также в этой части: творение вселенной; смерть Камы; брак Шивы; описание Сурьи, Сомы-Чандры, и двух аватар Вишну — Варахи и Нарасимха.
- Часть вторая. Описание положения Маха-вишну и рождение Брахмы. В этой части также есть описание различных аспектов и воплощений Шивы.
- Часть третья. Содержит описание индуистской космологии — семи островов, гору Меру и других известных гор; творение богов.
- Часть четвёртая. Включает в себя группу легенд: легенда о Дхруве; происхождение богов; рассказы о Яду и Адитьях; история об Андхаке и как он стал главой Ганов; рождение Ганеши; убийство асуры Джаландхары.
- Часть пятая. Включает в себя: рассказ об Упаманью; значение некоторых мантр (одна из глав целиком посвящена Панчакшара-мантре; значение Гуру; различные виды йоги; описание установки Линга-мурти и некоторые ритуалы, связанные с его почитанием.